# Strade provinciali della provincia di Viterbo
Questo è un elenco delle strade provinciali presenti sul territorio della provincia di Viterbo, e di competenza della provincia stessa.
La provincia gestisce inoltre alcune strade regionali (strade statali declassate). La provincia gestisce le strade provinciali e regionali attraverso 8 zone stradali.

## SP 1 - SP 10
| Numero | Denominazione                        | Percorso | km     |
| ------ | ------------------------------------ | --- | ------ |
| SP 1   | Cimina                               | Viterbo - SP 149 (km 1,061) località Colle Farnese                                                               | 33,950 |
| SP 1/a | Cimina Variante Ronciglione          | Variante al centro abitato di Ronciglione della SP1 dal km 20,289 al km 22,426                                   | 2,500  |
| SP 1/b | Cimina (centro abitato di Monterosi) | Variante interna al centro abitato di Monterosi della SR 2 dal km 41,408 al km 39,539                            | 2,000  |
| SP 2   | Tuscanese                            | Viterbo - Tuscania                                                                                               | 21,005 |
| SP 3   | Tarquiniense                         | Tuscania - SP 102 (km 2,966) località Tarquinia                                                                  | 23,481 |
| SP 4   | Dogana                               | SP 3 (km 4,536) presso Tuscania - SR 146 (km 4,277) presso Casa Campomorto (Montalto di Castro)                  | 19,200 |
| SP 4/a | Pian dell'Arcione                    | SP 4 (km 14,077) - SS 1 (km 102,737) presso Riva dei Tarquini (Tarquinia)                                        | 1,800  |
| SP 5   | Teverina                             | Viterbo - Celleno - Civitella d'Agliano - Castiglione in Teverina - Confine Provincia di Terni presso Sermugnano | 42,000 |
| SP 5/a | Variante di Castiglione in Teverina  | Variante al centro abitato di Castiglione in Teverina della SP 5 dal km 38,951 al km 36,914                      | 2,000  |
| SP 6   | Bagnorese                            | SP 5 (km 16,413) presso Cava (Celleno) - Bagnoregio - Confine Provincia di Terni presso Boccetta                 | 16,061 |
| SP 7   | Commenda                             | SR 2 (km 52,668) presso Fiera di Viterbo - SP 8 (km 6,593) presso Campo Nuovo (Montefiascone)                    | 11,000 |
| SP 8   | Verentana                            | Montefiascone - Marta - Capodimonte - SR 146 (km 31,107) presso Valentano                                        | 26,079 |
| SP 8/a | Verentana (Marta)                    | Variante per il centro abitato di Marta della SP 8 dal km 8,977 al km 11,671                                     | 2,700  |
| SP 8/b | Verentana (Capodimonte)              | Variante per il centro abitato di Capodimonte della SP 8 dal km 12,264 al km 14,770                              | 3,100  |
| SP 8/c | Verentana (Valentano)                | SP 8 (km 19,942) - Valentano                                                                                     | 0,900  |
| SP 9   | Sammartinese                         | Viterbo - San Martino al Cimino                                                                                  | 6,078  |
| SP 9/a | Nuova Sammartinese                   | Viterbo - SP 9 (km 1,647)                                                                                        | 1,200  |
| SP 10  | Carcarelle                           | SR 2 (km 77,854) presso Le Farine (Viterbo) - Tre Croci                                                          | 6,405  |

## SP 11 - SP 20
| Numero | Denominazione    | Percorso | km     |
| ------ | ---------------- | --- | ------ |
| SP 11  | Vetrallese       | SS 675 (km 6,150) presso - SP 2 (km 19,682) località Tuscania                                                          | 12,700 |
| SP 12  | Martana          | Tuscania - Marta | 14,570 |
| SP 13  | Piansanese       | Tuscania - Piansano - SP 8 (km 20,209) presso Valentano                                                                | 18,200 |
| SP 14  | Caninese         | Tuscania - Arlena di Castro - Tessennano - Canino                                                                      | 19,074 |
| SP 15  | Bullicame        | SP 2 (km 2,980) - Stabilimento termale                                                                                 | 1,200  |
| SP 16  | Lago di Bolsena  | Montefiascone - Lago di Bolsena                                                                                        | 6,742  |
| SP 17  | Ombrone          | SR 2 (km 94,074) presso Zepponami - SP 5 (km 7,429) presso Ferento (Viterbo)                                           | 7,800  |
| SP 18  | Grottana         | SP 5 (km 11,833) presso Stazione di Celleno - Grotte Santo Stefano - SP 19 (km 7,050) presso Pisciarello (Graffignano) | 13,035 |
| SP 19  | Valle del Tevere | SP 5 (km 33,107) presso Campo del Pero (Civitella d'Agliano) - SP 20 (km 6,561) presso Mugnano                         | 14,373 |
| SP 20  | Bomarzese        | SP 151 (km 15,102) presso Casalone (Soriano nel Cimino) - Bomarzo - Confine Provincia di Terni presso Attigliano       | 6,885  |

## SP 21 - SP 30
| Numero  | Denominazione                                                   | Percorso | km     |
| ------- | --------------------------------------------------------------- | --- | ------ |
| SP 21   | Stazione di Vitorchiano                                         | Vitorchiano - SP 151 (km 7,474) presso Pallone (Vitorchiano)                                                            | 2,800  |
| SP 22   | Vitorchianese                                                   | La Quercia (Viterbo) - Vitorchiano                                                                                      | 5,860  |
| SP 23   | Valle del Vezza                                                 | Grotte Santo Stefano - Vitorchiano                                                                                      | 7,138  |
| SP 24   | Ferento                                                         | SP 5 (km 6,960) - Ferento (Viterbo)                                                                                     | 1,750  |
| SP 25   | Canepinese                                                      | SP 1 (km 6,314) - Canepina - Vallerano - Vignanello - SP 30 / SP 34 (km 0,000)                                          | 14,454 |
| SP 25/a | Canepinese (centri abitati di Canepina, Vallerano e Vignanello) | Variante esterna ai centri abitati di Canepina, Vallerano e Vignanello dal km 5,666 della SP 25 al km 1.305 della SP 28 | 6,900  |
| SP 26   | Vignanellese                                                    | Vignanello - Fabrica di Roma                                                                                            | 8,016  |
| SP 27   | Faleriense                                                      | Civita Castellana - Fabrica di Roma                                                                                     | 9,355  |
| SP 28   | San Luca I tronco                                               | Vignanello - Corchiano                                                                                                  | 9,600  |
| SP 29   | Cenciano                                                        | Corchiano - Civita Castellana                                                                                           | 6,431  |
| SP 30   | Vasanellese                                                     | SP 25 (km 14,454) - Vasanello - SP 151 (km 27,126) presso Orte                                                          | 11,808 |

## SP 31 - SP 40
| Numero  | Denominazione            | Percorso                                                                                                  | km     |
| ------- | ------------------------ | --- | ------ |
| SP 31   | Sorianese                | SP 151 (km 7,453) presso Pallone (Vitorchiano) - Soriano nel Cimino                                       | 7,442  |
| SP 32   | Colonnetta               | SP 25 (km 2,607) - Soriano nel Cimino                                                                     | 6,270  |
| SP 33   | Sant'Eutizio             | Soriano nel Cimino - SP 25 (km 13,972)                                                                    | 7,400  |
| SP 34   | Gallesana                | SP 25 (km 14,454) - Gallese - SP 150 (km 4,453) presso Teverina Scalo                                     | 13,390 |
| SP 35   | Ronciglionese            | Capranica - Ronciglione - Caprarola - Carbognano - Fabrica di Roma                                        | 19,621 |
| SP 36   | Massarella               | SP 1 (km 28,591) presso Trenta Miglia (Ronciglione) - Fabrica di Roma                                     | 9,980  |
| SP 37   | Mazzanese                | SP Settevene-Palo (km 0,000) - Mazzano Romano - Calcata Vecchia                                           | 11,690 |
| SP 38   | Settevene                | Nepi - SR 2 (km 36,779) presso Settevene                                                                  | 8,200  |
| SP 39   | Valle di Vico            | Variante alla SP 1 lungo il Lago di Vico dal km 10,504 al km 19,114                                       | 15,200 |
| SP 40   | Bassanese                | SR 2 (km 48,257) presso Sutri - Bassano Romano - SP 147 (km 15,388) presso Ponte Striglia (Oriolo Romano) | 12,910 |
| SP 40/a | Accesso a Bassano Romano | SP 40 (km 4,809) - Bassano Romano                                                                         | 0,312  |

## SP 41 - SP 50
| Numero  | Denominazione                                  | Percorso | km     |
| ------- | ---------------------------------------------- | --- | ------ |
| SP 41   | Blerana                                        | Cura di Vetralla - Blera - SP 42 (km 6,379)                                                                             | 9,599  |
| SP 41/a | Blerana (Accesso Villa San Giovanni in Tuscia) | SP 41 (km 4,138) - Villa San Giovanni in Tuscia                                                                         | 1,572  |
| SP 41/b | Blerana (Accesso Blera)                        | SP 41 (km 8,443) - Blera                                                                                                | 0,215  |
| SP 41/c | Blerana (Braccio Stazione di Blera)            | SP 41 (km 8,880) presso Puntoni (Blera) - Stazione di Blera                                                             | 0,185  |
| SP 42   | Barbaranese                                    | SP 147 (km 6,708) - Barbarano Romano - Monte Romano                                                                     | 17,972 |
| SP 42/a | Accesso a Barbarano Romano                     | SP 42 (km 2,164) - Barbarano Romano                                                                                     | 0,075  |
| SP 43   | Montarozzi                                     | SS 1 bis (km 3,456) - Tarquinia                                                                                         | 2,910  |
| SP 44   | Porto Clementino                               | Tarquinia - Colonia Marina di Lido di Tarquinia                                                                         | 3,328  |
| SP 45   | Litoranea                                      | SS 1 (km 102,299) presso Riva dei Tarquini - Confine Provincia di Roma presso Sant'Agostino                             | 20,456 |
| SP 46   | Stazione di Montalto di Castro                 | Montalto di Castro - Stazione di Montalto di Castro                                                                     | 2,528  |
| SP 47   | Lamone                                         | SR 146 (km 31,689) presso Valentano - Ischia di Castro - Farnese - Confine Provincia di Grosseto presso Pian di Morrano | 19,221 |
| SP 48   | Gradoli - Grotte di Castro                     | SP 145 km (1,368) - Grotte di Castro                                                                                    | 4,054  |
| SP 49   | Onanese                                        | SP 144 (km 66,571) presso La Buca (Latera) - Onano - Acquapendente                                                      | 15,110 |
| SP 50   | Torre Alfina                                   | SR 2 (km 130,520) presso Acquapendente - Confine Provincia di Terni presso Torre Alfina                                 | 9,670  |

## SP 51 - SP 60
| Numero  | Denominazione                          | Percorso                                                                                               | km     |
| ------- | -------------------------------------- | --- | ------ |
| SP 51   | Trevinianese                           | SR 2 (km 136,404) - Trevinano (Acquapendente) - Confine Provincia di Siena presso Lago di San Casciano | 12,640 |
| SP 52   | Procenese                              | SR 2 (km 135,184) - Proceno - Confine Provincia di Grosseto presso Osteriola                           | 8,908  |
| SP 52/a | Procenese (Accesso Proceno)            | Variante alla SP 52 interna al centro abitato di Proceno dal km 2,935 al km 3,669                      | 2,500  |
| SP 53   | Bolsenese                              | Bolsena - Confine Provincia di Viterbo presso Osteria di Biagio (Orvieto)                              | 6,055  |
| SP 54   | Capraccia                              | SP 6 (km 12,777) presso Lubriano - SP 53 (km 4,702) presso Bolsena                                     | 7,200  |
| SP 55   | Lubrianese                             | SP 6 (km 12,158) - Lubriano - Confine Provincia di Terni presso Sermugnano                             | 8,500  |
| SP 55/a | Variante al centro abitato di Lubriano | SP 6 (km 13,334) - Lubriano                                                                            | 1,400  |
| SP 56   | Acquarossa                             | Bagnaia - SP 5 (km 6,278) presso Ferento (Viterbo)                                                     | 6,050  |
| SP 57   | Diramazione Canepinese                 | Bagnaia - SP 25 (km 1,395)                                                                             | 4,950  |
| SP 58   | Stazione di Bassano in Teverina        | Bassano in Teverina - Stazione di Bassano in Teverina                                                  | 4,382  |
| SP 59   | Deviazione Ortana                      | SP 151 (km 28,887) presso Orte - Confine Provincia di Terni presso Campo Antico                        | 5,982  |
| SP 60   | Sanguetta                              | Soriano nel Cimino - SP 151 (km 15,102) presso Casalone (Bomarzo)                                      | 5,400  |

## SP 61 - SP 70
| Numero  | Denominazione         | Percorso                                                                                              | km    |
| ------- | --------------------- | --- | ----- |
| SP 61   | Molinella             | SP 151 (km 17,239) presso Chia - SP 33 (km 1,589) presso Soriano nel Cimino                           | 5,109 |
| SP 62   | Faggeta               | SP 32 (km 1,751) - Monte Cimino                                                                       | 4,525 |
| SP 63   | Piangoli              | SP 25 (km 1,934) - SP 31 (km 0,495) presso Gramignana (Vitorchiano)                                   | 7,300 |
| SP 64   | Boccafatta            | Variante per il centro abitato di Soriano nel Cimino dal km 7,479 della SP 31 al km 0,000 della SP 33 | 0,929 |
| SP 65   | Valleranese           | Vallerano - Fabrica di Roma                                                                           | 7,674 |
| SP 66   | Carbognanese          | Carbognano - SP 65 (km 4,049)                                                                         | 2,890 |
| SP 67   | San Rocco             | SP 1 (km 15,352) - Carbognano                                                                         | 5,300 |
| SP 68   | Capannelle            | Carbognano - SP 36 (km 7,385) presso La Capanella                                                     | 4,064 |
| SP 69   | Caprolatta I tronco   | SP 1 (km 15,860) - Caprarola                                                                          | 4,000 |
| SP 69/a | Caprolatta II tronco  | Caprarola - SP 36 (km 2,675)                                                                          | 6,000 |
| SP 70   | Stazione di Caprarola | SP 69/a (km 1,199) - Stazione di Caprarola                                                            | 0,360 |

## SP 71 - SP 80
| Numero  | Denominazione               | Percorso | km     |
| ------- | --------------------------- | --- | ------ |
| SP 71   | Corchianese                 | Fabrica di Roma - Corchiano | 4,326  |
| SP 72   | Stazione di Corchiano       | SP 28 (km 8,229) - Stazione di Corchiano                                                                                            | 0,785  |
| SP 73   | San Luca II tronco          | Variante della SP 28 per il centro abitato di Corchiano dal km 8,816 al km 7,352                                                    | 1,200  |
| SP 74   | Quartaccio                  | SP 27 (km 7,757) presso Quartaccio (Fabrica di Roma) - SR 3 (km 58,282) presso Z.I. Prataroni (Civita Castellana)                   | 10,120 |
| SP 75   | Stazione di Fabrica di Roma | SP 27 (km 10,380) - Stazione di Fabrica di Roma                                                                                     | 0,295  |
| SP 76   | Braccio Treja               | SR 3 (km 52,404) - SP 77 (km 9,176) presso Civita Castellana                                                                        | 0,629  |
| SP 77   | Castel Sant'Elia            | Nepi - Castel Sant'Elia - SP 76 (km 0,629) presso Civita Castellana                                                                 | 9,176  |
| SP 78   | Falisca                     | SR 3 (km 46,775) presso Stazione di Pian Paradiso (Civita Castellana) - Faleria - Confine Provincia di Roma presso Rignano Flaminio | 7,244  |
| SP 79   | Calcatese                   | Faleria - Calcata - SP 37 (km 10,424) presso Mazzano Romano                                                                         | 4,178  |
| SP 80   | Monte Fogliano              | Cura di Vetralla - San Martino al Cimino - SP 1 (km 4,365)                                                                          | 17,217 |
| SP 80/a | Anello di Monte Fogliano    | Variante alla SP 80 dal km 1,377 al km 5,239                                                                                        | 5,200  |

## SP 81 - SP 90
| Numero | Denominazione          | Percorso | km     |
| ------ | ---------------------- | --- | ------ |
| SP 81  | Croce di San Martino   | San Martino al Cimino - SP 39 (km 4,675)                                                                          | 2,200  |
| SP 82  | Ponte Rotto            | Sutri - SP 36 (km 2,448)                                                                                          | 5,900  |
| SP 83  | Beccacceto             | Ronciglione - Sutri                                                                                               | 4,520  |
| SP 84  | Sutrina                | SP 27 (km 7,757) presso Quartaccio (Fabrica di Roma) - SR 3 (km 58,282) presso Z.I. Prataroni (Civita Castellana) | 10,120 |
| SP 85  | Lago di Vico           | SP 39 (km 7,868) - SP 1 (km 19,004) presso Poggio Cavaliere (Ronciglione)                                         | 10,750 |
| SP 86  | Poggio Cavaliere       | SP 87 (km 2,325) presso Casaletto (Ronciglione) - SP 1 (km 19,471) presso Poggio Cavaliere (Ronciglione)          | 4,200  |
| SP 87  | Accesso Lago di Vico   | SR 2 (km 59,632) presso Querce d'Orlando (Capranica) - SP 39 (km 11,101)                                          | 3,700  |
| SP 88  | Cime di Monte Fogliano | SP 87 (km 2,329) presso Casaletto (Ronciglione) - SP 39 (km 5,128)                                                | 6,860  |
| SP 89  | Pisciarella            | Ronciglione - SP 83 (km 1,619) presso Colle Diana (Sutri)                                                         | 4,178  |
| SP 90  | Rocca Romana           | SR 2 (km 48,190) presso Sutri - Confine Provincia di Roma presso Possesso (Trevignano Romano)                     | 7,633  |

## SP 91 - SP 100
| Numero  | Denominazione                  | Percorso                                                                               | km     |
| ------- | ------------------------------ | -------------------------------------------------------------------------------------- | ------ |
| SP 91   | Capranichese                   | Sutri - SP 92 (km 1,435) presso Capranica                                              | 3,230  |
| SP 92   | Stazione di Capranica          | Capranica - SP 40 (km 7,925) presso Stazione di Bassano Romano                         | 6,548  |
| SP 93   | Vejanese                       | SP 147 (km 8,837) presso Vejano - SP 92 (km 2,769) presso Stazione di Capranica        | 7,230  |
| SP 95   | Mazzocchio                     | SS 1 bis (km 27,312) presso Madonna del Ponte (Vetralla) - Mazzocchio Basso (Vetralla) | 1,525  |
| SP 96   | Necropoli Etrusca              | Vetralla - Norchia (Viterbo)                                                           | 9,515  |
| SP 97   | Valle del Mignone              | SP 45 (km 18,361) presso Sant'Agostino (Tarquinia) - Monte Romano                      | 17,880 |
| SP 98   | Del Marta Montebello I tronco  | SS 1 bis (km 13,301) - Università Agraria di Monte Romano                              | 4,262  |
| SP 98/a | Del Marta Montebello II tronco | SP 3 (km 9,642) presso Montebello (Tuscania) - Riserva Nuova (Tuscania)                | 6,874  |
| SP 99   | Lupo Cerrino                   | Tarquinia - SP 45 (km 15,500) presso Lombardi                                          | 6,020  |
| SP 99/a | Diramazione Lupo Cerrino       | SP 99 (km 1,132) - Casale Pietralata                                                   | 0,550  |
| SP 100  | Diramazione Porto Clementino   | SP 44 (km 5,213) - Lido di Tarquinia                                                   | 0,600  |

## SP 101 - SP 110
| Numero   | Denominazione             | Percorso                                                                                            | km     |
| -------- | ------------------------- | --------------------------------------------------------------------------------------------------- | ------ |
| SP 101   | Stazione di Tarquinia     | SP 44 (km 5,213) - Stazione di Tarquinia                                                            | 0,375  |
| SP 102   | Tronco ex Aurelia         | Vecchio tracciato per Tarquinia della SS 1 dal km 90,315 al km 95,428                               | 4,530  |
| SP 103   | Valle del Marta I tronco  | SP 102 (km 2,717) presso Tarquinia - Ponte sul Fosse de'Prati                                       | 6,486  |
| SP 103/a | Valle del Marta II tronco | SP 3 (km 4,541) - Pian Fagiano di Sotto                                                             | 9,515  |
| SP 104   | Roccaccia                 | SP 102 (km 4,882) presso Tarquinia - SP 4 (km 9,032)                                                | 11,569 |
| SP 105   | Del Fiora                 | SS 1 (km 109,972) presso Montalto di Castro - SP 107 (km 8,555) presso Case Monterozzi (Canino)     | 10,150 |
| SP 106   | Doganella                 | SR 146 (km 6,771) presso Casa Campotosto (Montalto di Castro) - Ischia di Castro                    | 23,200 |
| SP 107   | Dell'Abbadia              | SR 146 (km 14,542) presso Musignano (Canino) - Confine Provincia di Grosseto presso Case Monterozzi | 9,119  |
| SP 108   | Riminino                  | SP 107 (km 0,791) presso Musignano (Canino) - Casale Riminino                                       | 5,530  |
| SP 109   | Di Castro                 | SR 146 (km 14,542) presso Canino - SP 116 (km 4,874)                                                | 16,500 |
| SP 110   | Valle di Ripa Alta        | Piansano - Tessennano                                                                               | 5,280  |

## SP 111 - SP 120
| Numero | Denominazione                  | Percorso                                                                                                | km     |
| ------ | ------------------------------ | --- | ------ |
| SP 111 | Diramazione Valle di Ripa Alta | SR 146 (km 24,941) presso Gabelletta (Cellere) - SP 110 (km 2,490)                                      | 2,580  |
| SP 112 | Gabella                        | SR 146 (km 24,996) presso Gabelletta - Cellere - SP 106 (km 18,077) presso Pianiano                     | 6,015  |
| SP 113 | Arlenese                       | Arlena di Castro - SP 13 (km 11,296) presso Piansano                                                    | 5,600  |
| SP 114 | Lago di Bolsena II tronco      | SP 145 (km 2,568) presso Gradoli - SP 8 (km 16,035) presso Sant'Antonio (Capodimonte)                   | 11,330 |
| SP 115 | Poggio Marano                  | SP 13 (km 11,646) presso Piansano - Capodimonte                                                         | 7,450  |
| SP 116 | Ponte San Pietro               | SP 47 (km 15,219) - Confine Provincia di Grosseto presso Manciano                                       | 7,592  |
| SP 117 | Valle dell'Olpeta              | dal Km 6+992 della S.P. 047 Lamone al Km 1+088 della SP 119 Laterense                                   | 12,320 |
| SP 118 | Lago di Mezzano                | dal Km 0+000 (incrocio con relitto ex S.S. 312 Castrense) al Km 10+393 della S.P. 117 Valle dell'Olpeta | 13,500 |
| SP 119 | Laterense                      | dal Km 41+078 della S.S. 312 Castrense al Km 1+385 (centro abitato di Latera)                           | 1,385  |
| SP 120 | Grotte di Castro Lago          | dal Km 1+866 della S.P. 145 di Gradoli al Km 0+685 (Lago di Bolsena)                                    | 0,685  |

## SP 121 - SP 130
| Numero | Denominazione    | Percorso | km    |
| ------ | ---------------- | --- | ----- |
| SP 121 | Montone          | Grotte di Castro - SP 49 (km 9,672) presso Onano                                                                         | 4,740 |
| SP 122 | Soranese         | Onano - Confine Provincia di Grosseto presso Sant'Angelo (Sorano)                                                        | 4,440 |
| SP 123 | Torricella       | Acquapendente - Confine Provincia di Grosseto                                                                            | 4,346 |
| SP 124 | Torretta         | Acquapendente - Grotte di Castro                                                                                         | 6,809 |
| SP 125 | Monaldesca       | SP 51 (km 10,062) presso Trevinano (Acquapendente) - Confine Provincia di Terni presso San Pietro Acquaeortus (Allerona) | 3,022 |
| SP 126 | Valle del Paglia | SR 2 (km 135,840) - Confine Provincia di Terni presso Riserva naturale Monte Rufeno                                      | 8,157 |
| SP 127 | Fastello         | SP 5 (km 12,652) - Fastello - Montefiascone                                                                              | 7,520 |
| SP 128 | Cellenese        | SP 5 (km 15,794) - Celleno                                                                                               | 9,119 |
| SP 129 | Pratoleva        | SP 6 (km 3,004) presso Pratoleva (Viterbo) - SP 152 (km 4,269) presso Capobianco (Montefiascone)                         | 5,200 |
| SP 130 | Cunicchio        | Bagnoregio - SP 152 (km 8,617)                                                                                           | 4,808 |

## SP 131 - SP 140
| Numero | Denominazione          | Percorso                                                                                        | km     |
| ------ | ---------------------- | ----------------------------------------------------------------------------------------------- | ------ |
| SP 131 | Vetriolese             | SP 6 (km 27,757) - Vetriolo - Civitella d'Agliano                                               | 9,560  |
| SP 132 | Graffignanese          | SP 5 (km 23,342) - Graffignano - SP 19 (km 6,039)                                               | 7,500  |
| SP 133 | Sipiccianese           | SP 23 (km 2,512) - Sipicciano - Pisciarello                                                     | 9,975  |
| SP 134 | Stazione di Sipicciano | SP 19 (km 8,308) - Stazione di Sipicciano                                                       | 1,075  |
| SP 135 | Divino Amore           | Bagnoregio - SP 54 (km 1,548)                                                                   | 2,630  |
| SP 136 | Castiglionese          | Castiglione in Teverina - Confine Provincia di Terni presso Stazione di Castiglione in Teverina | 0,609  |
| SP 137 | Valle di Bagnoregio    | Bagnoregio - SP 5 (km 34,124) presso Spoletino                                                  | 15,731 |
| SP 139 | Del Siele              | Proceno - Confine Provincia di Siena presso Sforzesca (Piancastagnaio)                          | 8,870  |
| SP 140 | Pescia Romana          | SS 1 (km 119,248) - Pescia Romana - Confine Provincia di Grosseto presso Stazione di Chiarone   | 4,802  |

## SP 141 - SP 150
| Numero | Denominazione       | Percorso | km     |
| ------ | ------------------- | --- | ------ |
| SP 144 | Maremmana           | Confine Provincia di Grosseto presso La Buca (Latera) - Grotte di Castro - San Lorenzo Nuovo - Confine Provincia di Terni presso Pecorone (Castel Giorgio) | 19,533 |
| SP 145 | Di Gradoli          | SR 2 (km 119,252) - Gradoli - SP 144 (km 5,456) | 7,106  |
| SP 147 | Claudia Braccianese | Confine Provincia di Roma presso Montevirginio (Canale Monterano) - Oriolo Romano - Vejano - SR 2 (km 59,598) presso Querce d'Orlando (Capranica)          | 19,760 |
| SP 149 | Nepesina            | SR 2 (km 41,343) presso Gabelletta - Nepi - Civita Castellana - SR 3 (km 57,343) presso Z.I. Prataroni                                                     | 21,837 |
| SP 150 | Magliano Sabina     | SR 3 (km 60,292) presso Borghetto (Civita Castellana) - Orte                                                                                               | 17,642 |

## SP 151 - SP 160
| Numero | Denominazione     | Percorso                                                                 | km     |
| ------ | ----------------- | ------------------------------------------------------------------------ | ------ |
| SP 151 | Ortana            | Viterbo - Bassano in Teverina - Orte - SS 675 (km 28,956) presso Caldare | 19,533 |
| SP 152 | Umbro-Casentinese | Montefiascone - Confine Provincia di Terni presso Capraccia (Bagnoregio) | 12,550 |
| SP 153 | Delle Pastine     | SP 73 (km 0,823) presso Corchiano - Gallese                              | 6,700  |
| SP 154 | Lago di Alviano   | SP 19 (km 4,007) - Confine Provincia di Terni presso Lago di Alviano     | 0,207  |